# Ragusano (fromage)
Le ragusano, caciocavallo ragusano ou parfois scaluni (marche d'escalier en sicilien) est un fromage italien fabriqué dans les provinces de Raguse et de Syracuse, sur les monts Hybléens en Sicile. Il s'agit d'un fromage à pâte filée au lait de vache cru. Il bénéficie d'une appellation d'origine protégée depuis 1995. 

## Description
Le Ragusano se présente sous forme de fromages pesant entre 12 et 16 kg. Ils sont de forme parallélépipédique avec une longueur d'environ 50 cm et une section carrée de 15 à 18 cm de côté. Sa croûte est fine et parfois frottée d'huile d'olive pour les fromages les plus affinés. Sa couleur peut varier du jaune au marron et sa pâte, semi-dure, est compacte, de couleur blanche ou jaune paille suivant l'affinage. Lorsqu'il est très affiné, il peut présenter des craquelures. Il a une teneur en matière grasse d'environ 30 % (45 % sur extrait sec), une teneur en sel de 3 % à 4 % et une teneur en protéine d'environ 28 %,.

## Fabrication
Le Ragusano est fabriqué à partir de lait de vache cru et entier. Traditionnellement ce lait provenait de vaches de race Modicana. Il est aujourd'hui possible d'utiliser du lait provenant d'autres races de vache, mais une mention "Ragusano à base de lait de vache de race Modicana", créée en 2019, est réservée aux fromages produits uniquement avec du lait de vaches de cette race. La production de Ragusano est concentrée entre les mois de novembre et mai, lors de la saison du fourrage.
Le lait est caillé par de la présure d'agneau ou de chèvre puis découpé en morceaux. Le caillé ainsi obtenu est chauffé à environ 40°C par adjonction d'eau chaude, puis pressé pour en extraire le petit lait. La pâte est chauffée à nouveau en ajoutant du petit lait ou de l'eau chauffée à 80°C avant d'être laissée à fermenter pour 24 heures. La pâte est alors coupée en lamelles d'environ 1 cm d'épaisseur, puis filée : les lamelles de fromages sont réchauffées dans de l'eau chaude, puis étirées pendant plusieurs minutes et modelées pour former une sphère. Cette sphère est pressée dans un moule rectangulaire puis mise à vieillir,.
L'affinage dure au minimum trois mois. Il était autrefois réalisé en suspendant les fromages : deux fromages était reliés par une corde passée au dessus d'une poutre dans un endroit ventilé. C'est ce mode d'affinage qui est à l'origine du nom historique de "caciocavallo Ragusano" (a cavaddu signifiant à cheval). Ce mode d'affinage est encore parfois pratiqué mais peut désormais être remplacé par un affinage sur treillis de bois afin de moins déformer le produit.

## Histoire
Cette région de Sicile est réputée depuis longtemps pour sa production et son commerce de produits laitiers, mentionné dès 1515 par Carmelo Trasselli (it) ou en 1808 par l'abbé Paolo Balsamo (it). Le Ragusano bénéficie en 1955 d'une appellation italienne, puis devient une AOP européenne dès 1995. Cette AOP a été revue en 2019, précisant certaines caractéristiques du produit (augmentation du poids minimum de 10 à 12 kg, ajout d'un temps minimal d'affinage) et assouplissant certaines contraintes (mode d'affinage, race des vaches laitières utilisées).